# Савчук, Анастасия Геннадиевна
Анастасия Геннадиевна Савчук (укр. Анастасія Геннадіївна Савчук; род. 2 марта 1996, Харьков) — украинская спортсменка, выступающая в синхронном плавании. Четырёхкратная чемпионка Европы (2014, 2016 и 2021), призёр чемпионатов мира. Выступает в дуэте и в групповых упражнениях. Двукратный бронзовый призёр Олимпийских игр 2020 года в Токио.

## Карьера
Анастасия Савчук воспитанница харьковской школы синхронного плавания. Тренироваться начала в 2003 году, в возрасте 7 лет. Защищает цвета спортивного общества Динамо Харьков. Студентка Харьковской государственной академии физической культуры. Стипендиат спортивной стипендии Президента Украины.
В настоящее время тренируется под руководством заслуженного тренера Украины Саидовой Светланы Бурхановны и старшего тренера Зайцевой Олеси Владимировны. Многолетний член сборной Украины, неоднократный чемпион Украины по синхронному плаванию. Заслуженный мастер спорта Украины по синхронному плаванию.
В настоящее время выступает в дуэте с Елизаветой Яхно.
Перечень основных спортивных достижений:
Чемпионаты мира:
- 2013 год, Барселона: бронза в технической программе групп, бронза в произвольной программе групп, бронза в комбинированной программе групп.

Чемпионаты Европы:
- 2014 год, Берлин: золото в комбинированной программе групп, серебро в произвольной программе групп.
- 2016 год, Лондон: золото в произвольной программе групп, серебро технической программе групп, серебро в комбинированной программе групп.

Кубки мира:
- 2014 год: бронза в комбинированной программе групп, бронза в произвольной программе групп.

Кубки Европы:
- 2015 год: золото в комбинированной программе групп, серебро в произвольной программе групп.
- 2013 год: золото в комбинированной программе групп, серебро в произвольной программе групп, серебро в технической программе групп.

В 2018 году вошла наряду с другими чемпионами и призёрами чемпионатов мира и Европы в число 10 лучших спортсменов Харькова.

## Награды
- Орден «Орден княгини Ольги» III степени (16 августа 2021) — за достижение высоких спортивных результатов на ХХХІІ летних Олимпийских играх в  городе Токио (Япония), проявленные самоотверженность и волю к победе[5].